# Eleutherodactylus michaelschmidi
Eleutherodactylus michaelschmidi är en groddjursart som beskrevs av Díaz, Cádiz och Navarro 2007. Eleutherodactylus michaelschmidi ingår i släktet Eleutherodactylus och familjen Eleutherodactylidae. IUCN kategoriserar arten globalt som starkt hotad. Inga underarter finns listade i Catalogue of Life.